# Kahla (Plessa)
Kahla (in lusaziano Kałow) è una frazione (Ortsteil) del comune tedesco di Plessa.

## Storia
Il comune di Kahla fu creato il 1º febbraio 1990 dalla divisione del comune di Döllingen-Kahla in Döllingen e Kahla.
In seguito fu aggregato al comune di Plessa.